# Sportvagns-VM 1956
Sportvagns-VM 1956 vanns av Ferrari.

## Delsegrare
| Bana         | Vinnare                                | Märke    |
| ------------ | -------------------------------------- | -------- |
| Buenos Aires | Stirling Moss Carlos Menditeguy        | Maserati |
| Sebring      | Juan Manuel Fangio Eugenio Castellotti | Ferrari  |
| Mille Miglia | Eugenio Castellotti                    | Ferrari  |
| Nürburgring  | Piero Taruffi Harry Schell             | Maserati |
| Kristianstad | Phil Hill Maurice Trintignant          | Ferrari  |

## Märkes-VM
| Plats | Märke         | Poäng |
| ----- | ------------- | ----- |
| 1     | Ferrari       | 24    |
| 2     | Maserati      | 18    |
| 3     | Jaguar        | 7     |
| 4     | Aston Martin  | 5     |
| 5     | Porsche       | 4     |
| 6     | Mercedes-Benz | 2     |